# ケルン・シュタットバーンK5000形電車
K5000形は、ドイツのライトレール（シュタットバーン）向けにボンバルディア・トランスポーテーション（現：アルストム）が生産した電車。同社が展開したフレキシティ・スウィフトの1車種で、ケルン（ケルン・シュタットバーン）やボン（ボン・シュタットバーン）に導入されている他、ケルンには増備車両となるK5200形も導入されている。

## 概要
1990年代、ケルンのシュタットバーン（ケルン・シュタットバーン）を運営するケルン市交通公社は、シュタットバーン化した系統に導入した初期の車両（B形）の置き換えを検討し、シーメンスと共に「シティスプリンター」という愛称の電車を開発した。だが、試験的な旅客営業中に制動装置の故障が起因となる衝突事故が発生したため、ケルン市交通公社はこの形式の導入を中止し、改めて新型電車の入札を実施した。そして、1999年12月に発注を獲得したボンバルディア・トランスポーテーションが製造したのがK5000形およびK5200形である。
両形式とも両運転台式の2車体連接車で、車体はモジュール構造を用いた設計が行われている。床上高さは980 mmで、ケルンや直通運転を行うボンのシュタットバーンのうち、高床式プラットホームを用いた系統に適した構造となっている。車内の座席はクロスシートが主に配置されている一方、各車体に1箇所設けられているフリースペースには折り畳み座席が存在する。また、運転室には冷暖房双方に対応した空調装置が搭載されている一方、客室には冷房が存在しないが温度制御システムが設けられている。設計に際しては安全対策も考慮されており、天井には4基の監視カメラが設けられている。
電気機器や回線の設計・配置などはフォスロ・キーペが担当しており、各動力台車には同社が製造した三相誘導電動機が2基搭載され、IGBT素子を用いた制御装置による制御が行われている。また、空調装置や温度制御システムには2基の補助コンバータから電力が供給される。これらの制御装置や補助コンバータなどの電気機器は床下のコンテナに収納され、故障などの緊急時の交換が容易となっている。速度制御はマイクロプロセッサ制御を用いる事で、スムーズな加減速が可能となっている。各種の制御機構はCANopenプロトコルに基づくデータバスシステムを介して処理されており、最大4両の総括制御運転が出来る。
これらの車両の設計に際しては、ケルン・シュタットバーンで使用されている超低床電車（部分超低床電車）のK4000形が参考となっている他、機器の共通化も行われており、予備部品の共有やメンテナンスや人材育成の簡素化が図られている。

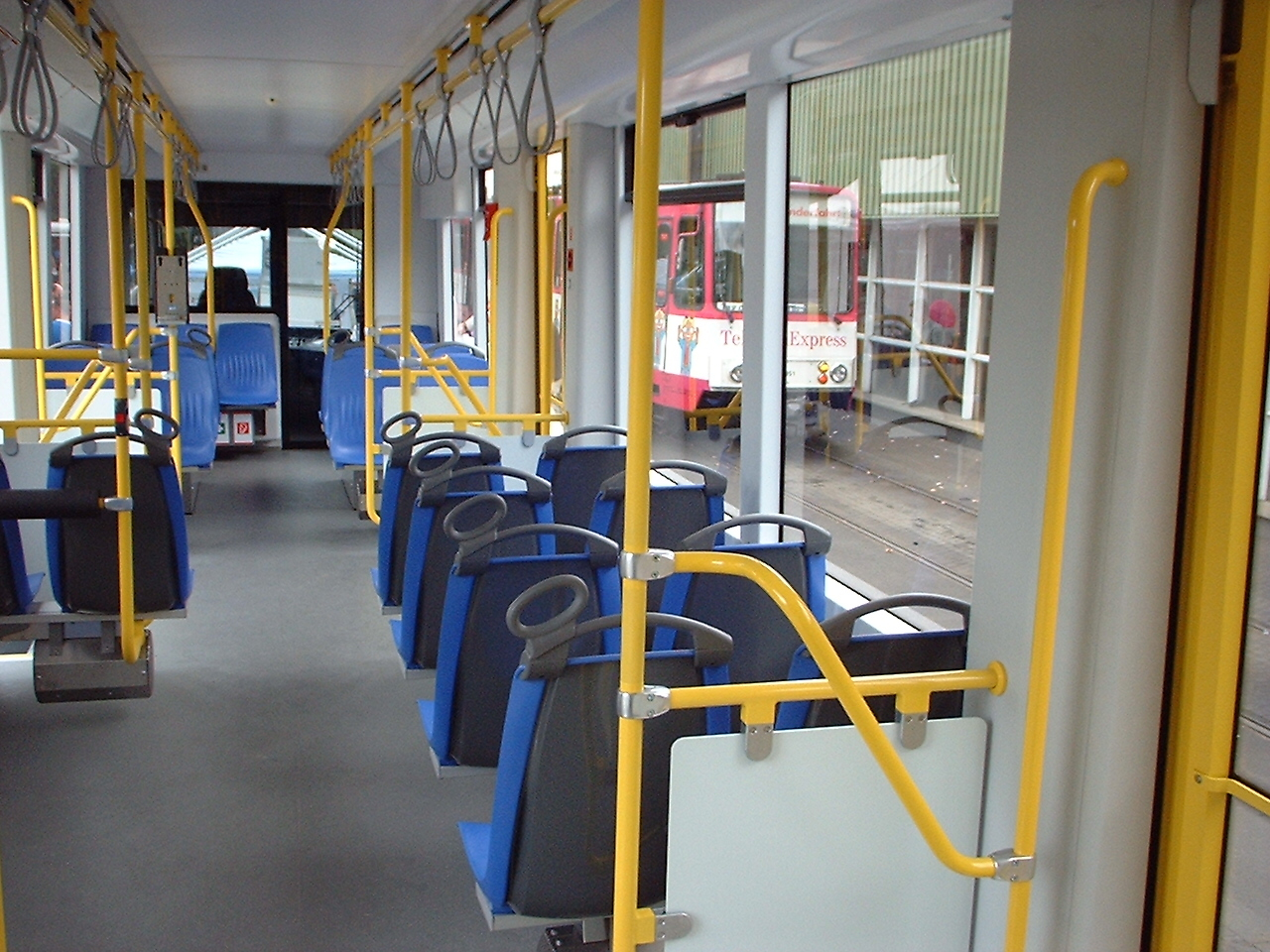
車内（ボン・シュタットバーン）

## 運用
ケルン向けの最初の車両となるK5000形は2002年春季から納入が開始され、2003年までに発注分の59両（5101 - 5159）が導入された。その後、路線の延伸に加えて既存の車両（B形）のリニューアル工事に伴う車両不足を補うため、2010年10月から2011年にかけて、細部を改良したK5200形が15両（5201 - 5215）導入されている。
一方、ボンでシュタットバーン（ボン・シュタットバーン）を運営するボン市交通公社も、シュタットバーン化した系統に導入された初期の車両（B形）を置き換えるため15両（0360 - 0374）のK5000形の発注を実施し、2003年以降営業運転に導入している。
これらの車両はケルン、ボンの各シュタットバーン系統に加え、両都市を直通する系統でも使用されている。

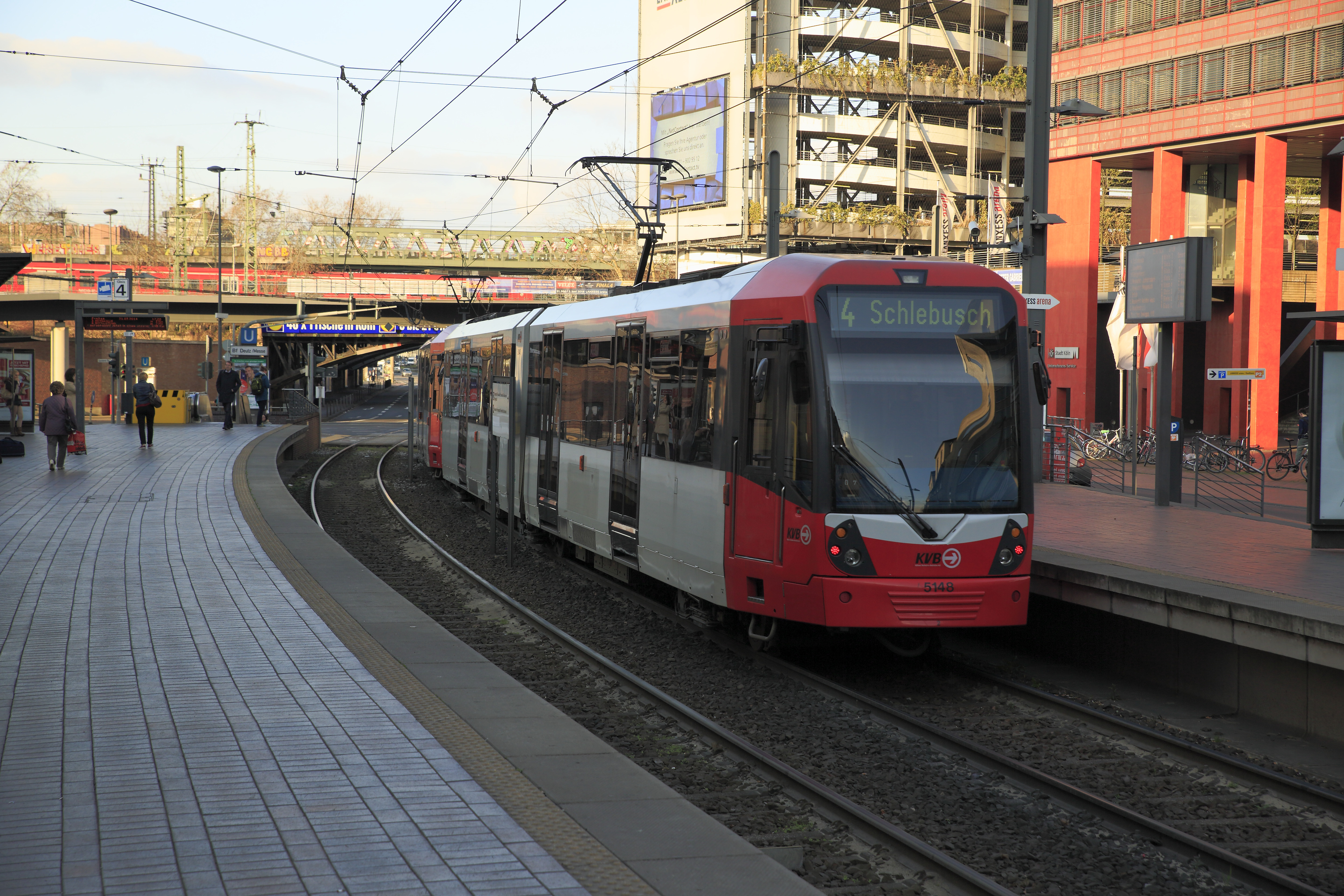
K5000形（ケルン・シュタットバーン）（2014年撮影）
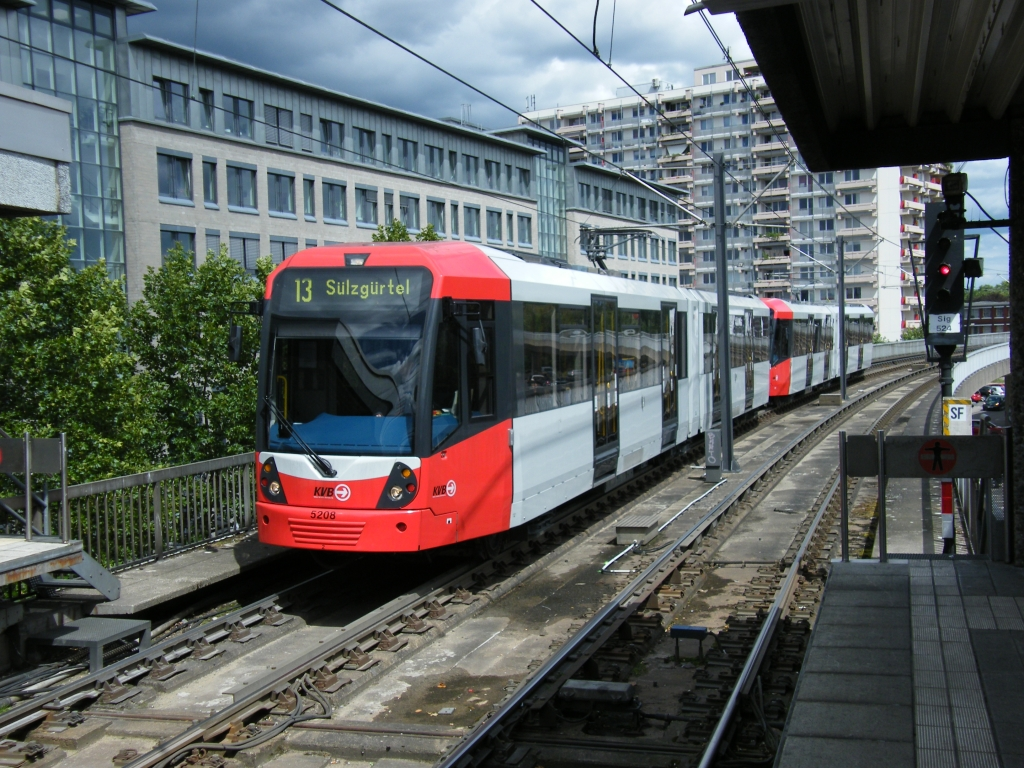
K5200形（ケルン・シュタットバーン）（2011年撮影）
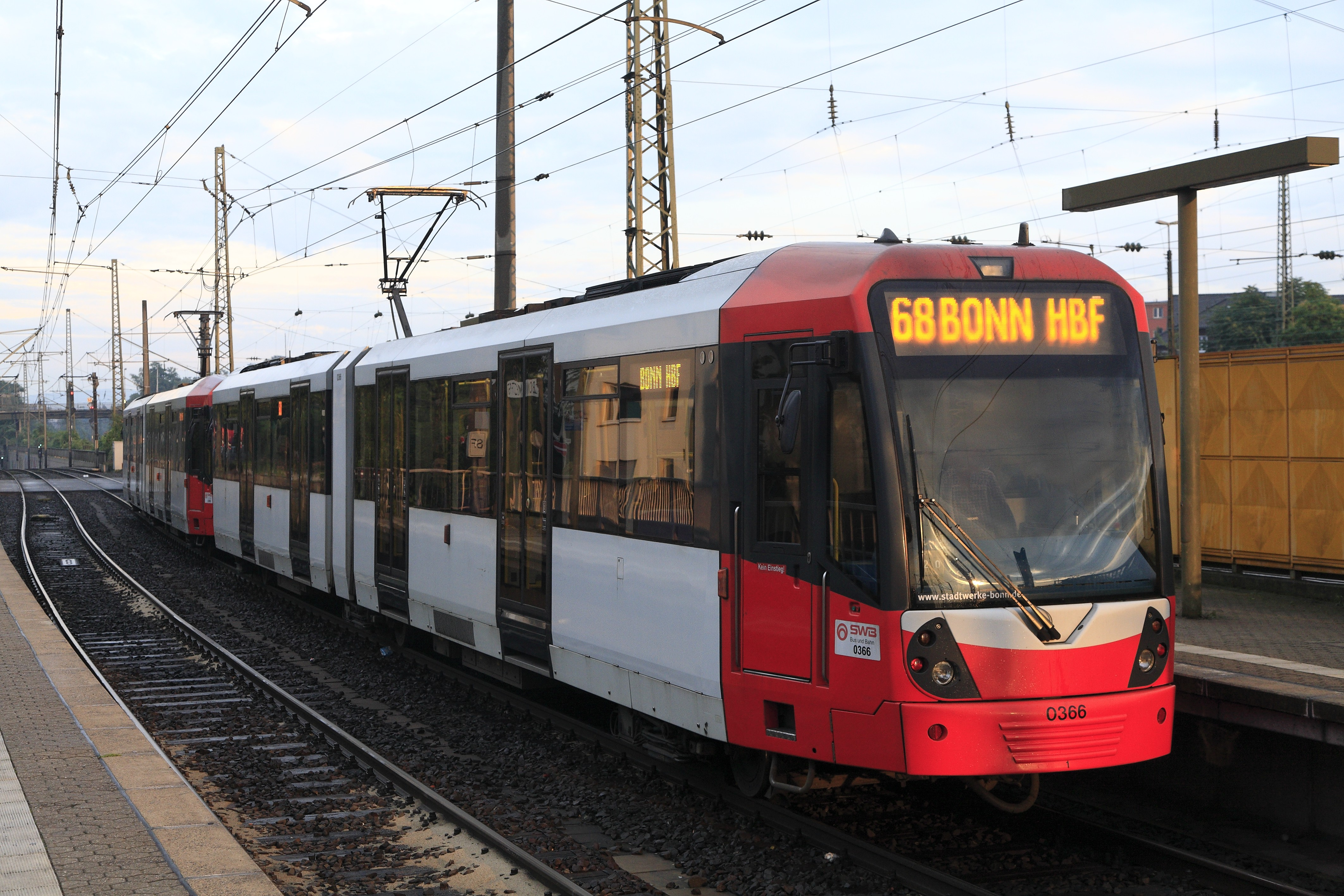
K5000形（ボン・シュタットバーン）（2013年撮影）
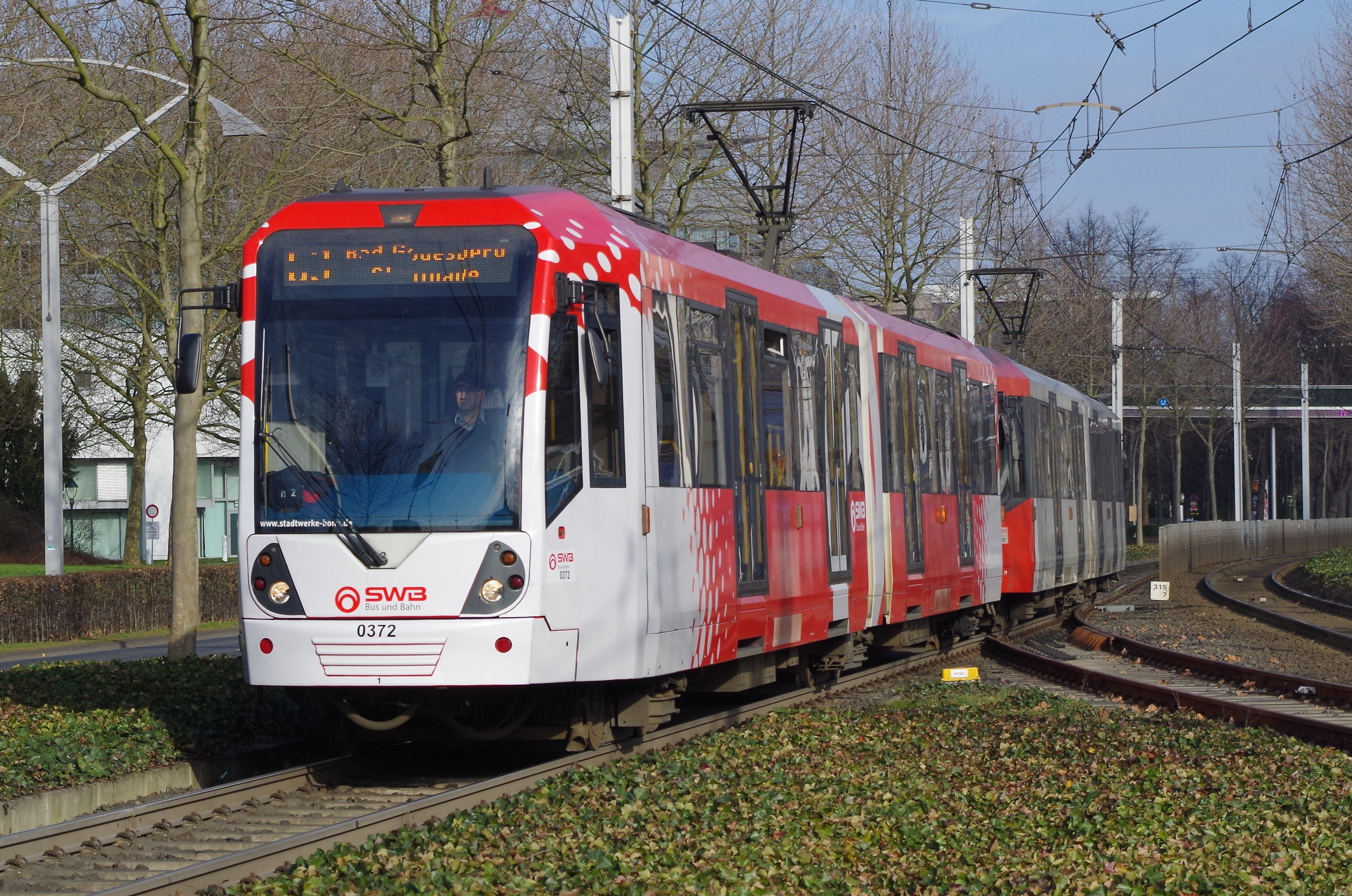
K5000形（ボン・シュタットバーン）（2015年撮影）

## 今後の予定
2029年以降、ケルン・シュタットバーンにはシュタッドラー・レール製の新型電車が導入される事になっており、K5000形はB形の残存車両（2200形、2300形）と共に段階的な置き換えが実施される。

## 関連車両
- ケルン・シュタットバーン向けのボンバルディア・トランスポーテーション（→アルストム）製電車（フレキシティ・スウィフト）[5][11]
  - K4000形 - 1995年から2002年まで導入された超低床電車（部分超低床電車）[12][13]。
  - K4500形 - K4000形の増備車両として2005年から2007年に導入された部分超低床電車[14]。
  - HF6形 - 高床式プラットホームが存在する系統向けにボンバルディア・トランスポーテーションおよび同社を吸収したアルストムが製造する電車[15][16]。

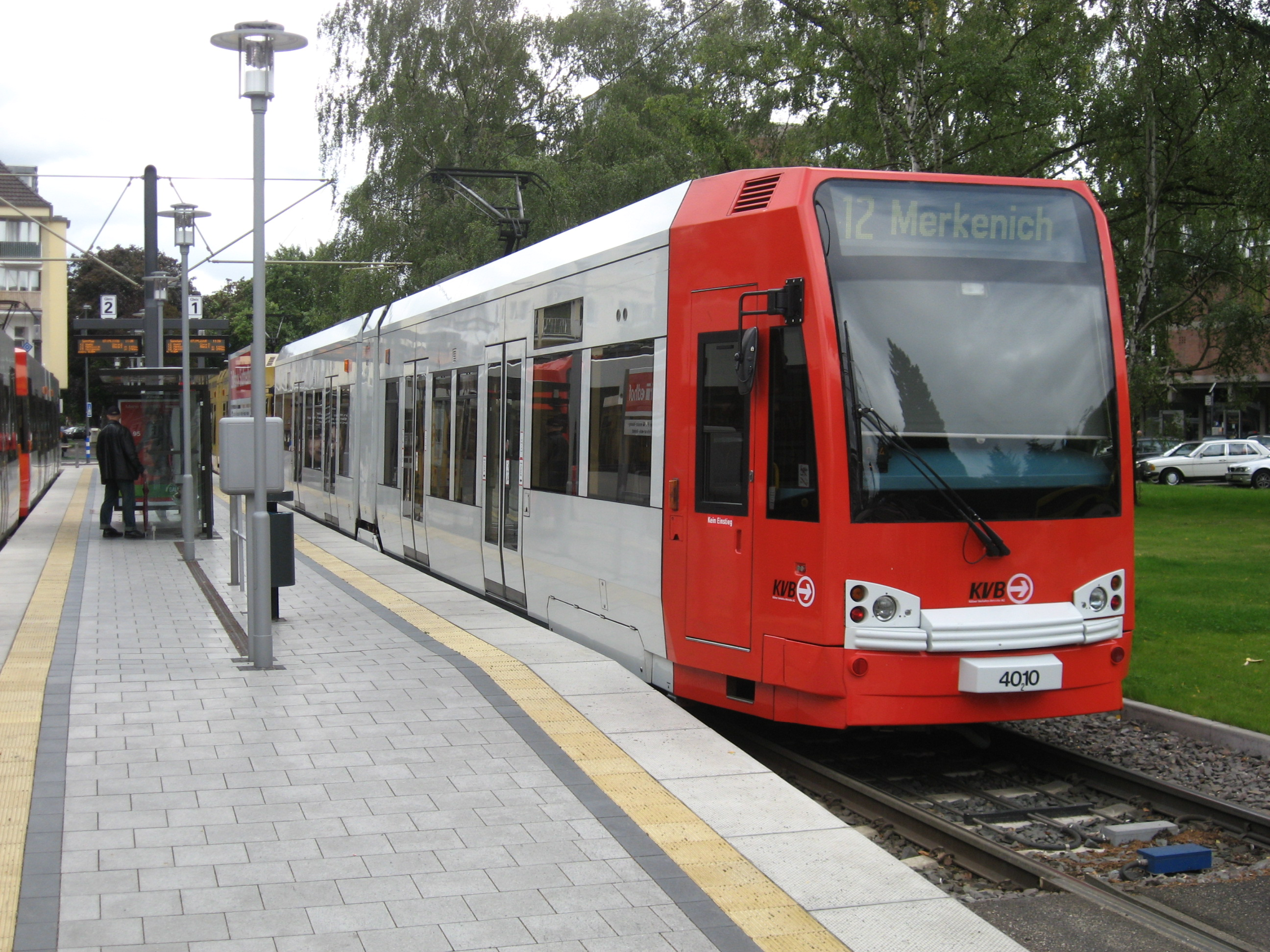
K4000形（2008年撮影）
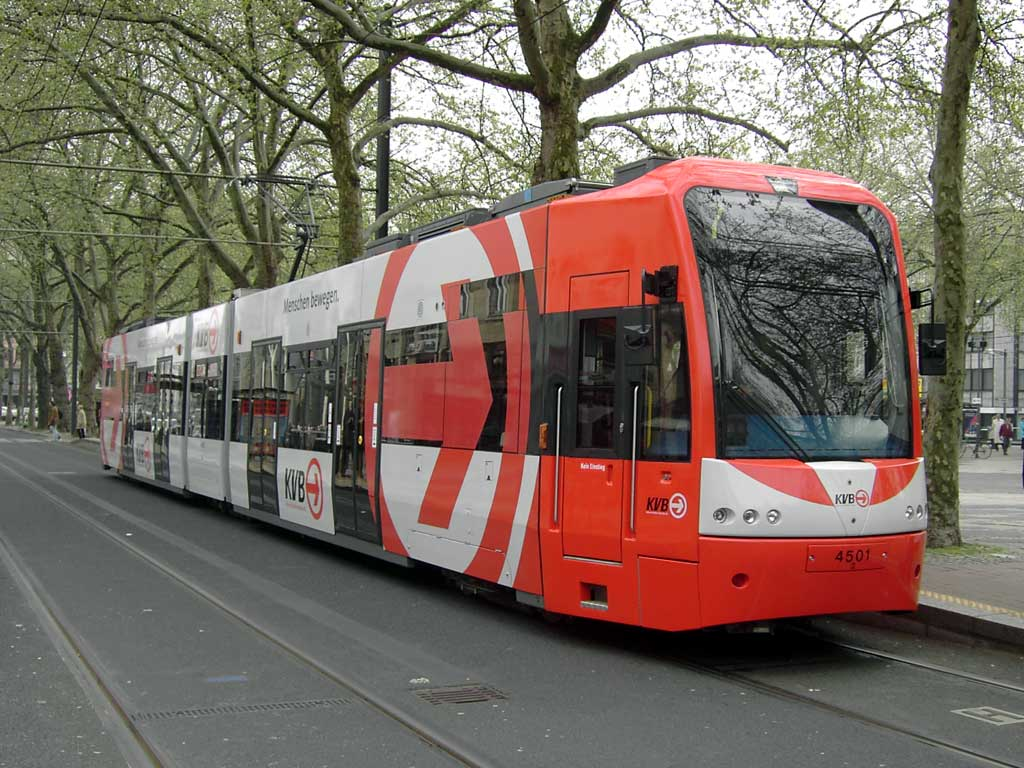
K4500形（2005年撮影）
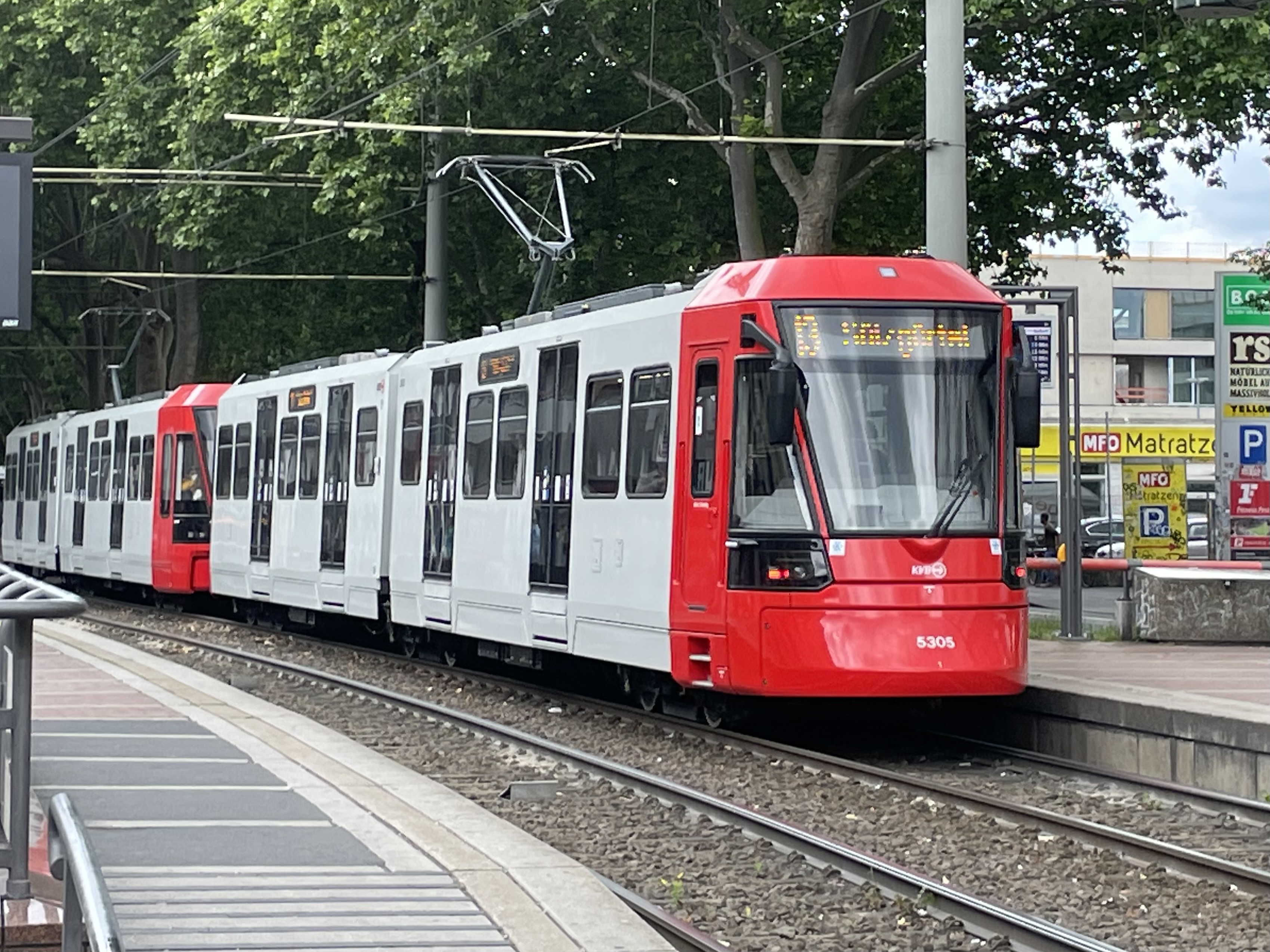
HF6形（2022年撮影）

### その他
- マンチェスター・メトロリンクM5000形電車 - イギリス・マンチェスターのライトレールであるマンチェスター・メトロリンクの車両。K5000形を基に設計が行われている[17]。

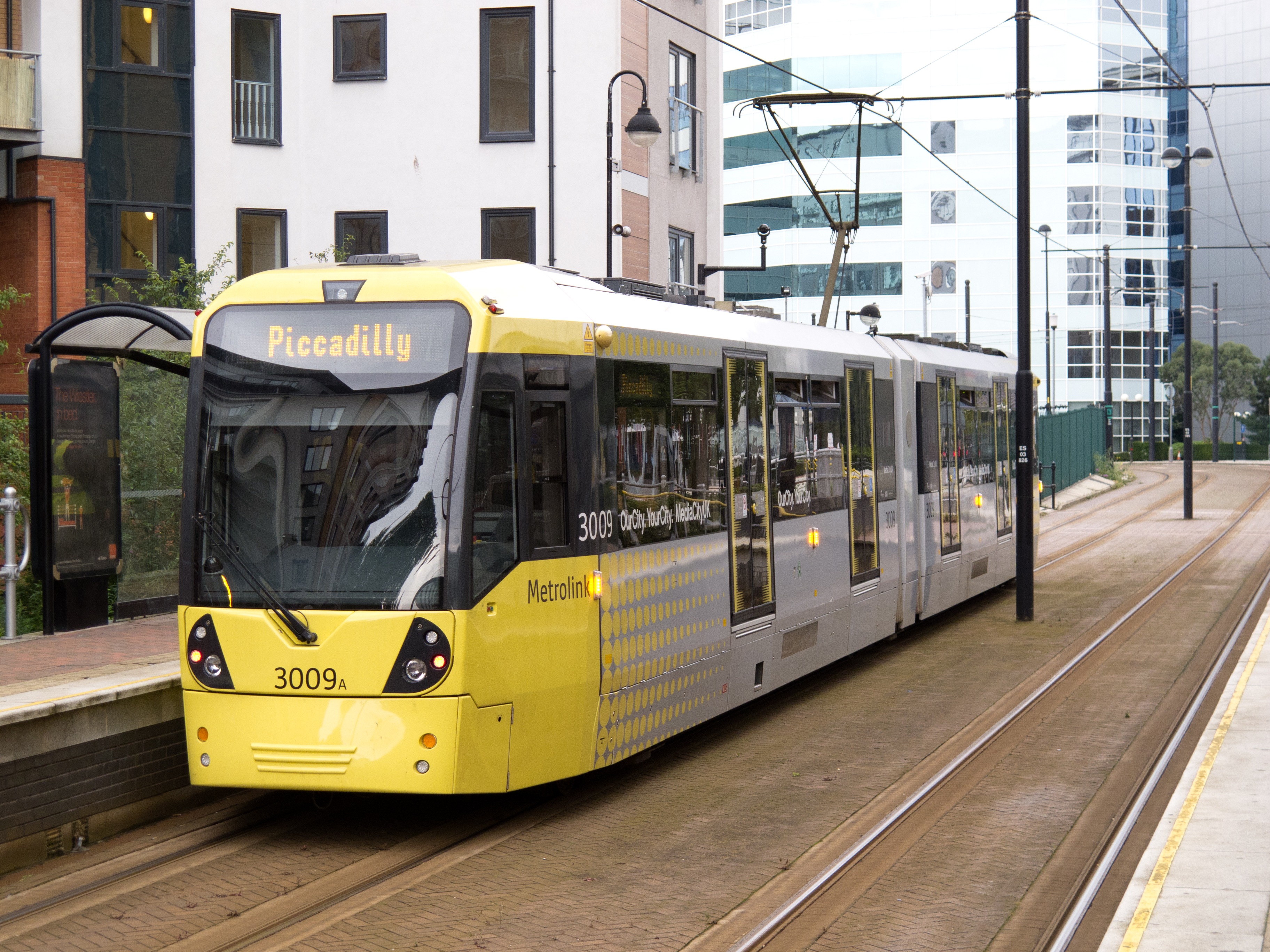
マンチェスター・メトロリンクM5000形電車（2011年撮影）